# 博拉季奇
49°42′8″N 22°56′27″E / 49.70222°N 22.94083°E
博拉季奇（烏克蘭語：Боратичі），是烏克蘭西部的村莊，隸屬利維夫州的亞沃里夫區。該村始建於1940年，面積0.67平方公里，海拔高度245米，2022年人口202，人口密度每平方公里422.56人。